# Man Man
Man Man – amerykański zespół, tworzący muzykę z pogranicza Gypsy punka i jazzu, przeplatane groteską w stylu The Tiger Lillies. Grupa powstała w 2003 roku w Filadelfii. Cechuje ją żywiołowe podejście do muzyki. Na koncertach ubierają białe szaty charakterystyczne dla lat 70. ubiegłego stulecia, malują również twarze, na wzór Indian – w wojenne barwy. Oficjalnie członkowie zespołu nie używają swoich nazwisk, lecz pseudonimów. I tak choćby lider grupy zwie się: Honus Honus, zaś pozostali członkowie zespołu: Sogay Sergei, Pow Pow, Critter Crat, Chang Wang.

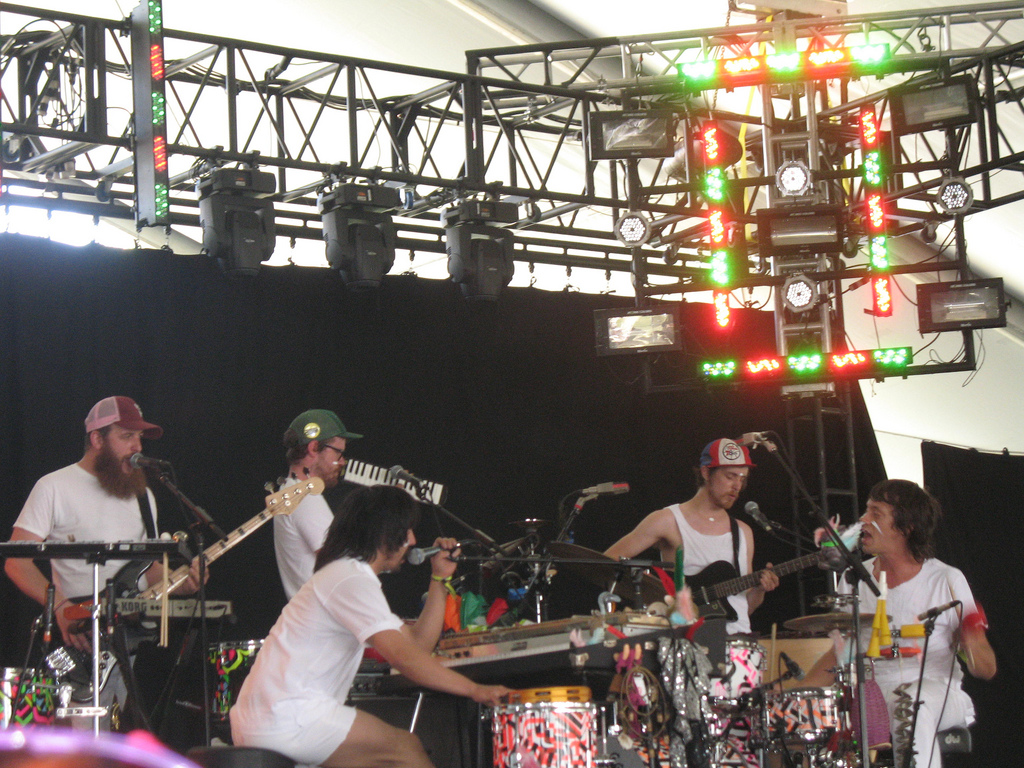

Utwory 10lb Moustache i Engwish Bwudd zostały wykorzystane w ósmym odcinku trzeciej serii serialu Trawka emitowanego w roku 2008 w polskiej telewizji (Canal+).
W kwietniu 2008 roku premierę miał najnowszy, trzeci album zespołu, o tytule Rabbit Habits, wydany nakładem Anti Records. Poprzednie dwie płyty zostały wydane przez Ace Fu.
Obecnie zespół będzie można zobaczyć podczas trasy koncertowej po USA.
Aktualny skład zespołu:
Honus Honus (Ryan Kattner)

Pow Pow (Christopher Powell)

Alejandro „Cougar” Borg (Russell Higbee)

Sergei Sogay (Christopher Shar)

Chang Wang ( Billy Dufala)

Jefferson

## Dyskografia
Albumy studyjne
- 2004 The Man In a Blue Turban With a Face
- 2006 Six Demon Bag
- 2008 Rabbit Habits
- 2011 Life Fantastic